# Kit gun

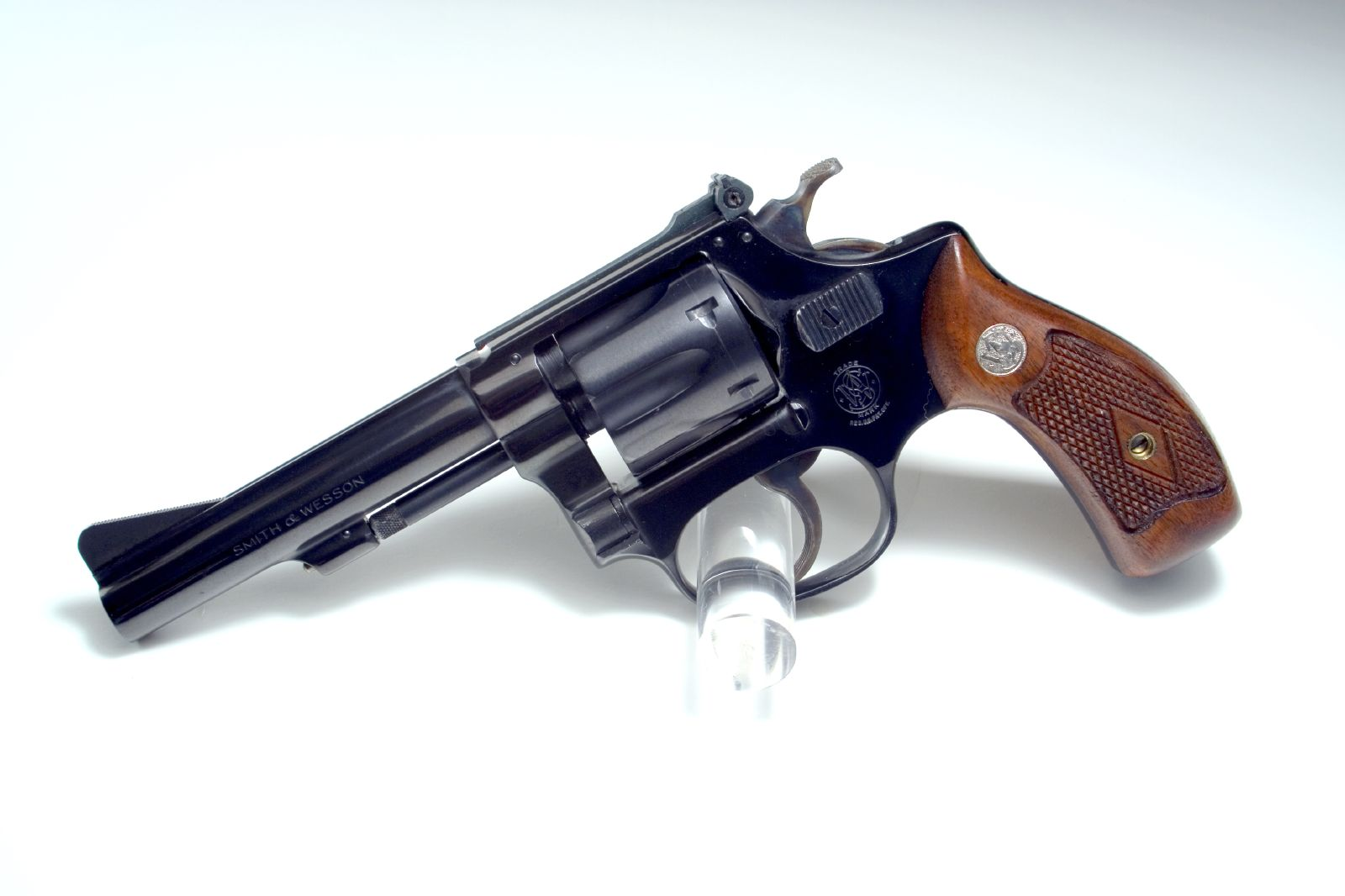
Uma "kit gun" clássica. O S&W .22/.32.

Kit gun é uma designação muito usada nos Estados Unidos para armas utilitárias, multiuso, destinadas a caça de pequenos animais, tiro ao alvo, controle de pestes, e até mesmo em algumas circunstâncias, para defesa pessoal. Elas não normalmente revólveres pequenos, leves, usando o calibre .22 de fogo circular, projetados para fazer parte de "kits" promocionais para atividades de caça, pesca e "camping".